# キムパプ天国
キムパプ天国（キムパプてんごく、朝鮮語: 김밥천국）は、韓国において主にキムパプを中心とした軽食を販売する飲食店の屋号である。

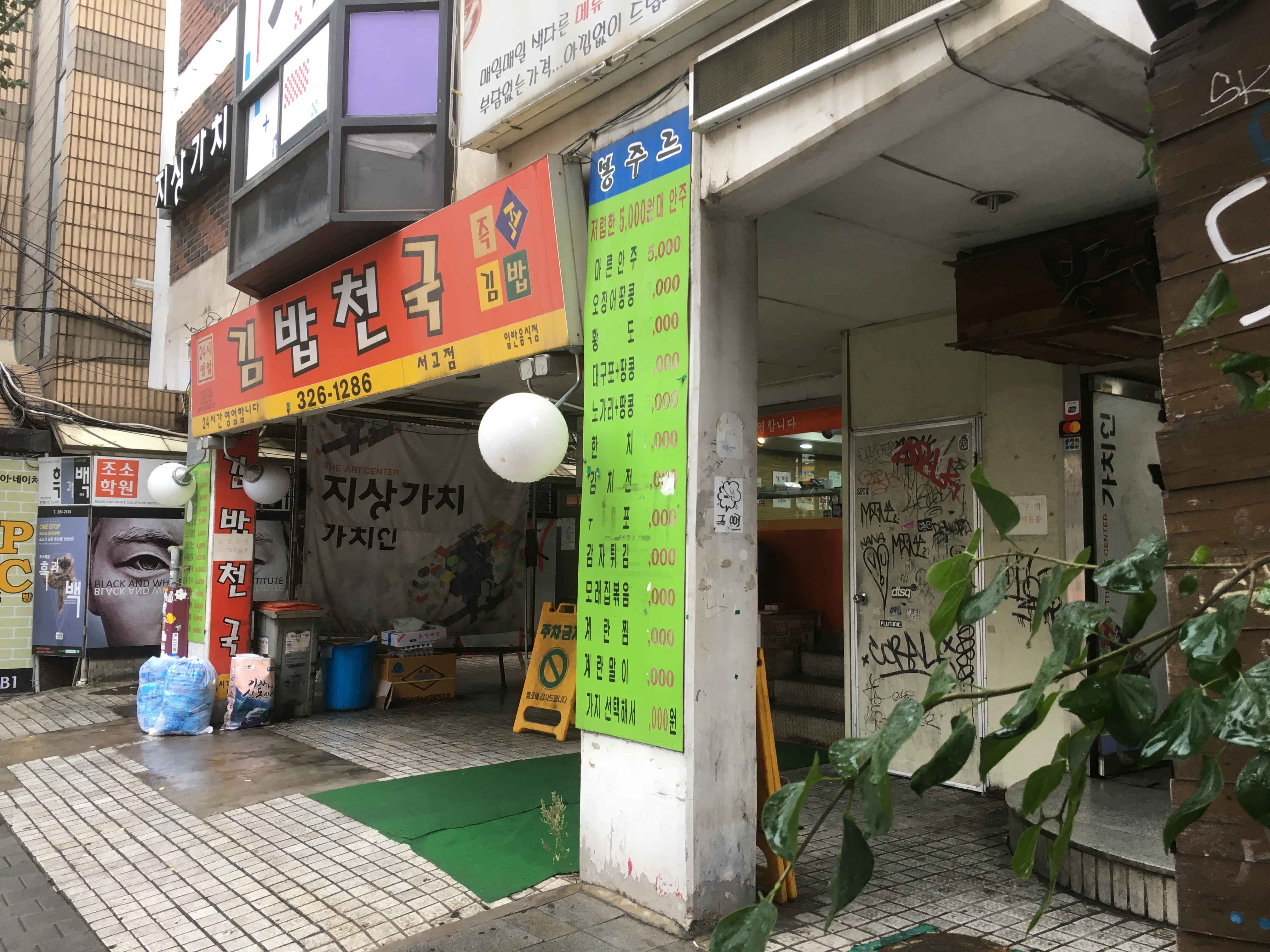
キムパプ天国、ソウルにて

## 生い立ち

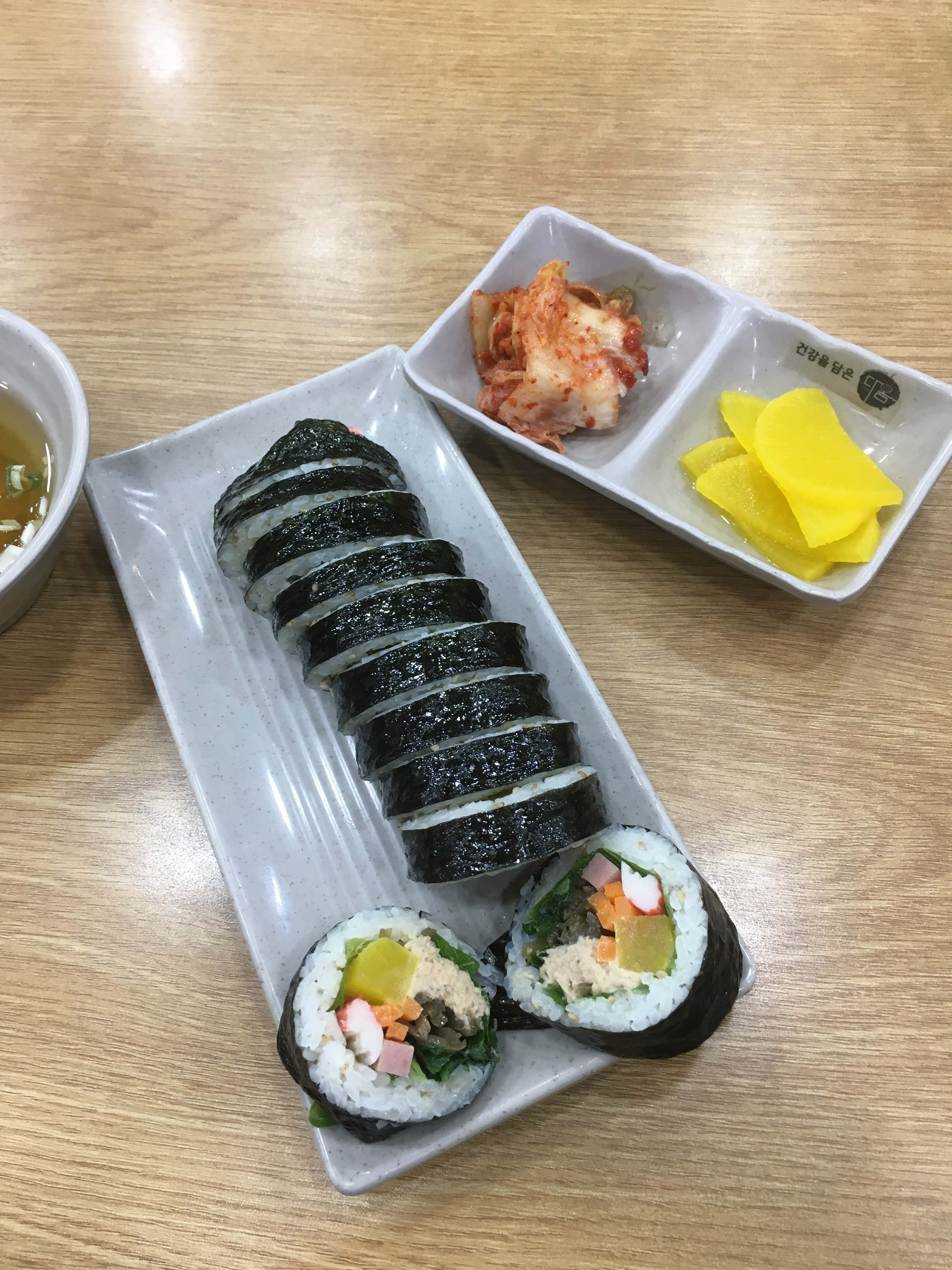
キムパプ天国のキムパプ

元祖のキムパプ天国は1995年、ユ・インチョル（유 인철）によって仁川広域市南区朱安洞で創業された。キムパプ天国の「天」（천）が「千」に通じることから一食1,000ウォンに抑え（後述の同名他社の中では今日でも1,000ウォンを維持しているところがある）、一食当たりのマージンを400ウォン、工場での中央生産では無く店舗での直接製造による薄利多売のビジネスモデルで急成長した。同様の手法を採り、同業他社も多く誕生した。
店頭ではキムパプの他、粉食（ラーメン、トッポッキなど）、食事類（トッパプなど）、豚カツなど軽食類全般も提供されている。
ユは2001年に運営法人として「キムパプを作る人々」（김밥 만드는 사람들）を設立したが、後に述べるとおり商標登録はならなかったものの屋号として引き続いて「キムパプ天国」を使用し続けた。最盛期には600店舗、一店舗当たり最高で月間2,000万ウォンに達する店舗も出た。

## 商標権問題
ユは1998年に「キムパプ天国」を商標登録しようとしたが、広く一般に使用されている名称「キムパプ」と、「最高」を意味する普遍的な名称「天国」の合成名称は商品の識別性に劣るという理由で特許庁より登録を拒否された。特許庁商標審査政策課の関係者は「キムパプ天国という文字だけでは識別力に劣る。誰が見ても「キムパプがおいしいところ」というイメージを思い浮かべる」とし、「普遍的な名称」の例として、「漢拏山」（한라산）のような広く知られた固有名詞、ヒールの高い靴を「背伸び」（키높이）と称するなど当たり前な技術的表示、地域的識別力に劣り曖昧な「ワールド」（월드）、「国」（나라）、「村」（마을）などを例示している。 
商標登録は叶わなかったもののそのままの屋号で経営を継続していたが、商標登録出来なかったことからやがていくつもの同業他社が同じ「キムパプ天国」を剽窃し名乗るようになった。今日の韓国全土至る所で「キムパプ天国」の店舗を目にすることが出来るが、このような事情からこれらが同じフランチャイズのチェーン店であるとは限らない。この中から粗悪な商品・サービスを提供し批判を浴びる店舗が出てくるようになり、「キムパプ天国」のブランドイメージそのものが毀損されるようになった。
ユは運営会社「キムパプを作る人々」の全株式を売却し社を出て、現在はプレミアム路線のキムパプ店「Roll & Babs」(롤앤밥스)を経営している。